# 姜義錫
姜義錫（韓語：강의석，1986年8月25日—），是韓國的學生民主化運動者、人權運動者和社會運動者。他是2004年－2005年韓國「學校宗敎民主化運動」的領導人物，也是韓國反戰運動的領導人物。他曾參與學校宗敎民主化絕食活動。

## 生平
姜義錫出生于首爾市東大門，他在成日中學和私立大光高等學敎的在學。姜義錫從2002年高中1年級時開始一直在漢城東大門社會福利館的食品銀行（Food Bank）作爲義工進行服務，並在漢城安岩洞殘疾人保護機構作爲洗澡服務者，一直參加了社會福利活動。 私立大光高等學敎之學生於基督敎强要，2004年他是高敎3年在學中“思想的自由”和“宗敎的自由”宣言，學校宗敎民主化運動領導。2004年7月姜義錫之退校處分，同年7月-9月他在法庭訴訟后復校。
他在2004年8月11日-9月14日學校內斷食鬪爭，大光高敎之宗敎自由承認發表。但10月學校之約束撤回，他在10月16日-10月21日之二次斷食。10月21日失身和病院入院，10月22日大光高敎之宗敎自由承認發表后中止。2005年3月首爾大學的入學，同6月休學后2010年1月中退。
2008年9月30日在首爾江南中心區主張廢除軍隊並進行。 10月1日在韓國迎來建軍60周年之日。 同日下午4時23分許，躲在首爾江南區三成洞現代百貨商店門前往返8車道德黑蘭路樹木中央分離帶坑里的姜義錫，在坦克經過時突然全裸出現。姜義錫身上一絲不掛，手拿手槍模樣的餅乾做出朝坦克開槍的姿勢，隨後又開始吃起這塊餅乾。因此，坦克行進被中斷了30秒。 姜義錫曾在前一天用顏料將上半身和臉部塗成紅色，並在身上寫上“一定要有軍隊嗎？”、“要廢除軍隊”等字樣，舉行了“沒有軍隊的世界”示威。

## 外部連結
- 姜義錫[]
- 學校內宗敎民主化（页面存档备份，存于） cafe
- 姜義錫的facebook （页面存档备份，存于）
- 바보 강의석 （页面存档备份，存于） blog
- 姜義錫的twitter （页面存档备份，存于）
- 대광고 종교교육 강요 맞선 강의석군 1심 승소 （页面存档备份，存于） 서울신문 2007-10-11, 23면 
- 대광고 강의석군, 퇴학에서 승소까지 국민일보 2010.04.23 
- 강의석, 구치소서 ‘단식투쟁’ 하다 쓰러져 （页面存档备份，存于） 한겨레신문 2012년 02월 9일자
- 대광고 강의석군, 학교 '거짓말'에 재차 단식 프레시안 2004.10.18